# جیب‌بر خیابان جنوبی (فیلم ۱۳۹۰)
جیب‌بر خیابان جنوبی فیلمی به کارگردانی و نویسندگی سیاوش اسعدی محصول سال ۱۳۹۰ است.

## بازیگران
- مصطفی زمانی در نقش کاوه
- نورا هاشمی در نقش رعنا (طلا)
- امیر جعفری در نقش سمسار
- بهناز جعفری در نقش رعنا
- نادر فلاح در نقش صادق (همکار طلا)
- محمود جعفری در نقش فیروز (صاحبخانه رعنا)
- لیلا بلوکات در نقش فروشنده تاناکورا
- دانیال نوروش در نقش رضا
- محمد نامور در نقش نوجوانی کاوه
- عرشیا عبدی پور در نقش کودکی کاوه
- حسن دادخواه در نقش مرد سیاه پوش
- بهروز شرقی در نقش مرد مقابل عابر بانک
- فرزاد حسینی در نقش جیب بر داخل مترو
- امید افشاری در نقش جیب بر داخل مترو
- رضا موسایی در نقش جوان سیاه پوش
- سیروس همتی در نقش نگهبان بازار
- اردشیر کاظمی در نقش پیرمرد داخل مترو

## اقتباس یا کپی بودن فیلم
در زمان ساخت جیب بر خیابان جنوبی گفته شد شد که این فیلم بر اساس اثری به همین نام از ساموئل فولر ساخته شده و در واقع اقتباسی آزاد از آن اثر کلاسیک است. اما روزنامهٔ بانی فیلم با انتشار مطلبی نوشت: «مشخص شده که این اثر کپی فیلم اسپانیایی دزدان است و ظاهراً اعلام رسمی اقتباس از فیلم ساموئل فولر هم نوعی رد گم کردن بوده است». به نوشتهٔ بانی فیلم، شباهت دو فیلم فراتر از جزئیات داستان و دیالوگ‌هاست و اکثر سکانس‌های قابل توجه فیلم اسعدی کپی نعل به نعل از فیلم دزدان هستند.
در پاسخ مطلب بانی فیلم، اسعدی گفت که در عنوان‌بندی پایان فیلمش تأکید کرده که این فیلم اقتباسی از کتاب «یک داستان فرانسوی» است و در همان بخش نوشته شده با احترام به فیلم «دزدان». او اذعان کرد که «سکانس‌هایی از این دو فیلم به هم شباهت دارند و این از نظرش هیچ مشکلی ندارد».